# Meinungsvielfalt
Meinungsvielfalt (Meinungspluralismus) beschreibt einen Zustand, in dem es keine vorherrschende Meinungsmacht gibt. Das bedeutet, dass eine Vielzahl unterschiedlicher und voneinander unabhängiger Informationsquellen vorhanden ist, von denen keine eine herrschende Stellung einnimmt.
Die Sicherung der Meinungsvielfalt gilt deshalb als integrale Voraussetzung für die freie Meinungsbildung, wie sie im deutschen Grundgesetz durch die Meinungsfreiheit in Art. 5 Abs. 1 Satz 1, 1. Hs Grundgesetz garantiert wird. Das Ziel gleichgewichtiger Meinungsvielfalt folgt auch aus Rundfunkfreiheit und Pressefreiheit, die dem Staat auferlegen, durch seine Gesetzgebung einen vielfältigen Meinungsmarkt zu ermöglichen.
Voraussetzung der Meinungsvielfalt ist eine geistig-publizistische Konkurrenz von Meinungen, also publizistischer Wettbewerb. Zur Sicherung der Meinungsvielfalt sind verschiedene Maßnahmen denkbar. Im Bereich des öffentlich-rechtlichen Rundfunks geschieht dies durch die binnenpluralistische Zusammensetzung der Rundfunkräte aus Vertretern aller gesellschaftlichen Gruppen, so dass die Meinungsvielfalt im öffentlich-rechtlichen Rundfunk gewissermaßen von innen heraus entsteht. Im Bereich der Presse gilt dagegen die Vielzahl vorhandener Presseorgane verschiedener Ausrichtung als Garant eines pluralistischen Meinungsmarktes (außenpluralistisches Modell). Hier bedeutet Vielfaltsicherung, diesen sogenannten „Meinungsmarkt“ funktionsfähig zu erhalten. Im Bereich des Kartellrechts gelten deshalb für Medienunternehmen besondere Schwellenregelungen für Beteiligungen. Damit soll der Gefahr einer zu starken Verflechtung und damit verbundenen Gleichschaltung verschiedener Medien begegnet werden.
Im Bereich des privaten Rundfunks überprüft die KEK (Kommission zur Ermittlung der Konzentration im Medienbereich) die Einhaltung der Vorschriften des Rundfunkstaatsvertrages zur Sicherung der Meinungsvielfalt. Hier wird das außenpluralistische Modell (Wettbewerb zwischen den Medienunternehmen) mit dem binnenpluralistischen Modell (Sendungen unabhängiger Dritter, sogenannte „Fensterprogramme“) verbunden.